# Ha Tae-kwon

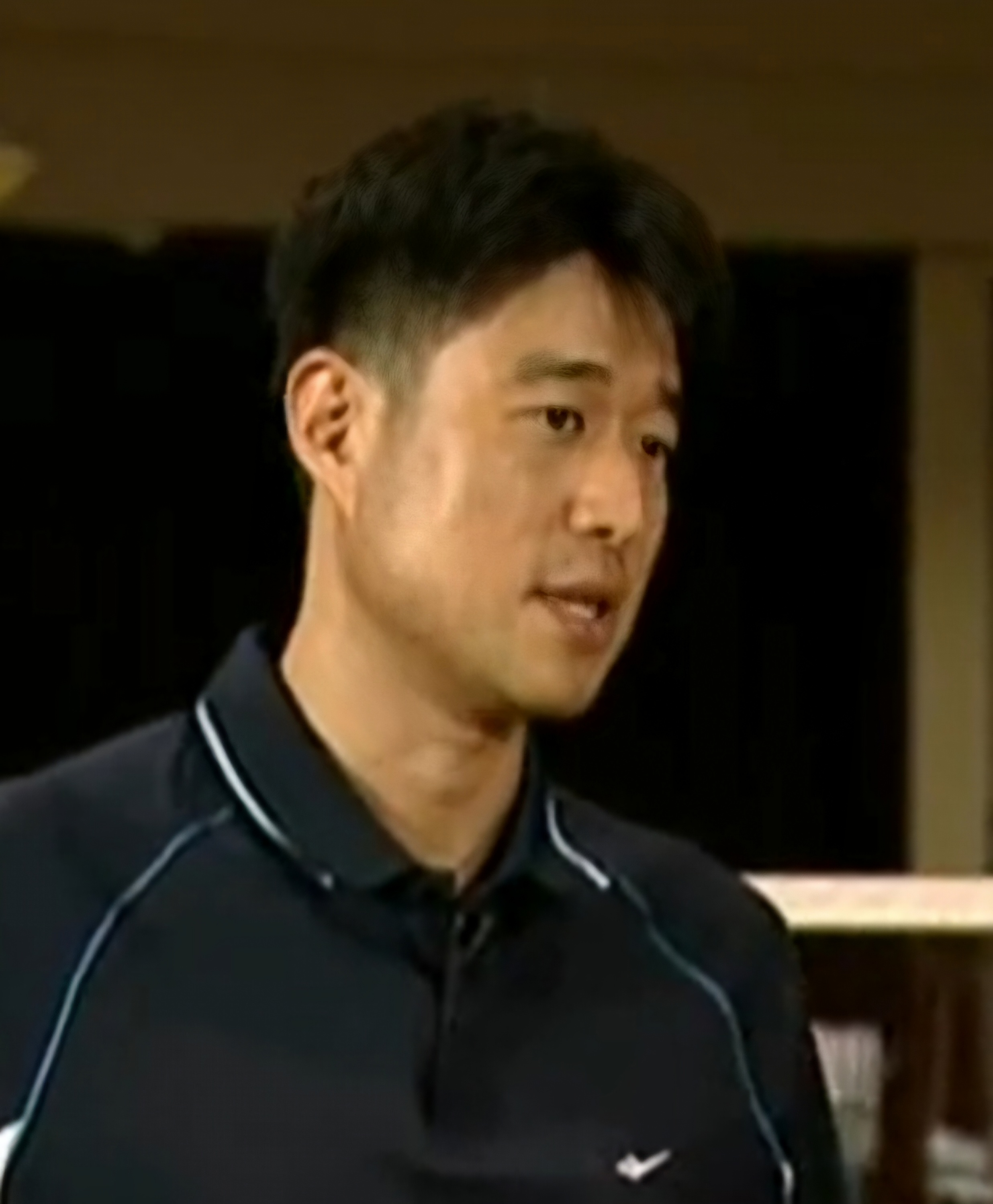
Ha Tae-kwon, 2011

Ha Tae-kwon (koreanisch 하태권; * 30. April 1975 in Jeonju) ist ein südkoreanischer Badmintonspieler.

## Karriere
2000 gewann Ha zusammen mit Kim Dong-moon die Konkurrenz des Herrendoppel der Swiss Open.
Ha spielte bei Olympia 2004 im Männerdoppel mit seinem Partner Kim Dong-moon. In der ersten Runde hatten sie ein Freilos und bezwangen in der zweiten Runde Robert Mateusiak und Michał Łogosz aus Polen. Im Viertelfinale schlugen Kim und Ha Zheng Bo und Sang Yang aus China mit 15:7, 15:11. Sie gewannen das Halbfinale gegen Eng Hian und Flandy Limpele aus Indonesien mit 15:8, 15:2 und schlugen im Spiel um die Goldmedaille die koreanischen Landsmänner Lee Dong-soo und Yoo Yong-sung 15:11, 15:4.

## Sportliche Erfolge
| Saison | Veranstaltung       | Disziplin    | Platz | Name                         |
| ------ | ------------------- | ------------ | ----- | ---------------------------- |
| 1993   | China Open          | Mixed        | 3     | Ha Tae-Kwon / Kim Shin-Young |
| 1993   | China Open          | Herrendoppel | 3     | Ha Tae-Kwon / Yoo Yong-Sung  |
| 1995   | Canadian Open       | Herrendoppel | 1     | Ha Tae-kwon / Kang Kyung-jin |
| 1996   | Japan Open          | Mixed        | 3     | Ha Tae-kwon / Kim Shin-young |
| 1996   | Olympia             | Herrendoppel | 5     | Ha Tae-kwon / Kang Kyung-jin |
| 1996   | Thailand Open       | Herrendoppel | 2     | Kang Kyung Jin / Ha Tae Kwon |
| 1997   | All England         | Herrendoppel | 1     | Ha Tae-kwon / Kang Kyung-jin |
| 1997   | Korea Open          | Herrendoppel | 1     | Ha Tae-kwon / Kang Kyung-jin |
| 1997   | Taiwan Open         | Mixed        | 5     | Ha Tae Kwon / Yim Kyung Jin  |
| 1997   | Japan Open          | Mixed        | 5     | Ha Tae-kwon / Yim Kyung-jin  |
| 1997   | Japan Open          | Herrendoppel | 5     | Kang Kyung-jin / Ha Tae-kwon |
| 1997   | Swedish Open        | Herrendoppel | 1     | Ha Tae-kwon / Kang Kyung-jin |
| 1997   | Taiwan Open         | Herrendoppel | 3     | Kang Kyung Jin / Ha Tae Kwon |
| 1997   | Swiss Open          | Herrendoppel | 3     | Ha Tae Kwon / Kang Kyung Jin |
| 1997   | US Open             | Herrendoppel | 1     | Ha Tae-kwon / Kim Dong-moon  |
| 1998   | Asienmeisterschaft  | Mixed        | 5     | Ha Tae Kwon / Kim Shin Young |
| 1998   | Asienmeisterschaft  | Herrendoppel | 1     | Kang Kyung-jin / Ha Tae-kwon |
| 1998   | Japan Open          | Herrendoppel | 5     | Ha Tae-Kwon / Kim Dong-Moon  |
| 1999   | Swedish Open        | Mixed        | 2     | Ha Tae Kwon / Chung Jae Hee  |
| 1999   | Asienmeisterschaft  | Herrendoppel | 1     | Ha Tae-kwon / Kim Dong-moon  |
| 1999   | All England         | Herrendoppel | 3     | Ha Tae-Kwon / Kim Dong-moon  |
| 1999   | All England         | Mixed        | 2     | Ha Tae-kwon / Chung Jae-hee  |
| 1999   | Weltmeisterschaft   | Mixed        | 5     | Ha Tae-kwon / Chung Jae Hee  |
| 1999   | Swedish Open        | Herrendoppel | 1     | Ha Tae-kwon / Kim Dong-moon  |
| 1999   | Japan Open          | Herrendoppel | 1     | Ha Tae-kwon / Kim Dong-moon  |
| 1999   | China Open          | Herrendoppel | 1     | Ha Tae-kwon / Kim Dong-moon  |
| 1999   | Japan Open          | Mixed        | 2     | Ha Tae Kwon / Chung Jae Hee  |
| 2000   | All England         | Mixed        | 5     | Ha Tae Kwon / Chung Jae Hee  |
| 2000   | Swiss Open          | Herrendoppel | 1     | Ha Tae-kwon / Kim Dong-moon  |
| 2000   | All England         | Herrendoppel | 1     | Ha Tae-kwon / Kim Dong-moon  |
| 2000   | Olympia             | Herrendoppel | 3     | Kim Dong-moon / Ha Tae-kwon  |
| 2001   | Swiss Open          | Herrendoppel | 3     | Ha Tae-Kwon / Chung Jae Sung |
| 2001   | Hongkong Open       | Mixed        | 3     | Ha Tae Kwon / Hwang Yu Mi    |
| 2001   | China Open          | Herrendoppel | 5     | Ha Tae Kwon / Kim Dong Moon  |
| 2001   | Weltmeisterschaft   | Herrendoppel | 2     | Ha Tae Kwon / Kim Dong-moon  |
| 2001   | Korea Open          | Herrendoppel | 1     | Ha Tae-kwon / Kim Dong-moon  |
| 2002   | Asienmeisterschaft  | Herrendoppel | 1     | Ha Tae-kwon / Kim Dong-moon  |
| 2002   | Denmark Open        | Herrendoppel | 1     | Ha Tae-kwon / Kim Dong-moon  |
| 2002   | Dutch Open          | Herrendoppel | 1     | Ha Tae-kwon / Kim Dong-moon  |
| 2002   | Chinese Taipei Open | Herrendoppel | 1     | Ha Tae-kwon / Kim Dong-moon  |
| 2002   | All England         | Herrendoppel | 1     | Ha Tae-kwon / Kim Dong-moon  |
| 2002   | Korea Open          | Herrendoppel | 1     | Ha Tae-kwon / Kim Dong-moon  |
| 2003   | Dutch Open          | Herrendoppel | 1     | Ha Tae-kwon / Kim Dong-moon  |
| 2003   | Korea Open          | Herrendoppel | 1     | Ha Tae-kwon / Kim Dong-moon  |
| 2003   | China Open          | Herrendoppel | 5     | Ha Tae-Kwon / Kim Dong-Moon  |
| 2003   | Denmark Open        | Herrendoppel | 1     | Ha Tae-kwon / Kim Dong-moon  |
| 2003   | Weltmeisterschaft   | Herrendoppel | 17    | Ha Tae-kwon / Kim Dong-moon  |
| 2003   | Thailand Open       | Herrendoppel | 1     | Yoo Yong-sung / Ha Tae-kwon  |
| 2003   | Chinese Taipei Open | Herrendoppel | 1     | Ha Tae-kwon / Kim Dong-moon  |
| 2004   | Olympia             | Herrendoppel | 1     | Kim Dong-moon / Ha Tae-kwon  |
| 2004   | Japan Open          | Herrendoppel | 1     | Ha Tae-kwon / Kim Dong-moon  |